# دونكان جونز
دونكان جونز (بالإنجليزية: Duncan Jones)‏ (و. 1978  م) هو لاعب اتحاد الرغبي، من المملكة المتحدة، يلعب كمبعد ‏.

## روابط خارجية
- دونكان جونز عل موقع إسبنسكروم (الإنجليزية)
- دونكان جونز على موقع ItsRugby.co.uk (الإنجليزية)